# رنارد آر.۳۶
رنارد آر. ۳۶ (به انگلیسی: Renard_R.36) یک هواگرد از نوع جنگنده ساخت شرکت Renard است. هواگرد رنارد آر. ۳۶ نخستین پروازش را در ۵ نوامبر 1937 میلادی انجام داد.
طراح این هواگرد، آلفرد رنارد بود.